# Dučeli
Dučeli (en serbe cyrillique : Дучели) est un village de Bosnie-Herzégovine. Il est situé dans la municipalité de Foča, République serbe de Bosnie.
Dučeli est situé sur les bords de la Drina.